# 1491
Il 1491 (MCDXCI in numeri romani) è un anno  del XV secolo.

## Eventi
- 1º giugno, nevicata eccezionalmente tardiva su Bologna con caduta di 32 cm di neve; stessa sorte toccò a Ferrara il 4 giugno. In genere tutta l'annata fu molto fredda.[1]
- 12 settembre: la chiesa di Pamplona è affidata al protonotario apostolico Cesare Borgia, figlio di Rodrigo Borgia.
- Ferdinando II d'Aragona circonda gli ultimi musulmani asserragliati a Granada e cerca di mettere fine all'ultimo sultanato nella penisola iberica.

## Nati
- 15 gennaio - Nicolò Da Ponte, doge († 1585)
- 30 gennaio - Francesco Maria Sforza, conte italiano († 1512)
- 25 marzo - Maria di Albret, nobile francese († 1549)
- 3 maggio - Cesare Sforza, religioso italiano († 1514)
- 10 maggio - Susanna di Borbone, nobildonna († 1521)
- 28 giugno - Enrico VIII d'Inghilterra, re inglese († 1547)
- 3 agosto - Maria di Jülich-Berg, nobile tedesca († 1543)
- 25 agosto - Innocenzo Cybo, cardinale italiano († 1550)
- 6 ottobre - Francesco di Borbone-Vendôme, generale francese († 1545)
- 26 ottobre - Zhengde, imperatore cinese († 1521)
- 8 novembre - Teofilo Folengo, poeta italiano († 1544)
- 11 novembre - Martin Bucer, teologo tedesco († 1551)
- 26 novembre - Bindo Altoviti, banchiere e mecenate italiano († 1557)
- 29 novembre - Andreas I Imhoff, banchiere, mercante e politico tedesco († 1579)
- 31 dicembre - Jacques Cartier, esploratore francese († 1557)
- Azai Sukemasa, militare giapponese († 1542)
- Giuliano di Baccio d'Agnolo, architetto e scultore italiano († 1555)
- Malatesta IV Baglioni, generale, mercenario e nobile italiano († 1531)
- Guillaume du Bellay, storico e funzionario francese († 1543)
- Georg Blaurock, religioso svizzero († 1529)
- Giuliano Cesarini, nobile italiano († 1566)
- Giovanni Battista Ghislieri, cardinale italiano († 1559)
- Pieter de Corte, vescovo cattolico belga († 1567)
- Cinzio Filonardi, vescovo cattolico italiano († 1534)
- Francesco di Waldeck, vescovo cattolico tedesco († 1553)
- Giovanni Antonio da Lucoli, scultore italiano
- Hatakeyama Yoshifusa, militare giapponese († 1545)
- Ignazio di Loyola, religioso e militare spagnolo († 1556)
- Robert de la Marck, militare e storico francese († 1537)
- Francesco Melzi, pittore italiano († 1567)
- Nagano Narimasa, militare giapponese († 1561)
- Obata Toramori, militare giapponese († 1561)
- Marco Antonio Passeri, filosofo italiano († 1563)
- Alfonso Petrucci, cardinale e vescovo cattolico italiano († 1517)
- Ercole Rangoni, cardinale e vescovo cattolico italiano († 1527)
- Feliciano de Silva, scrittore spagnolo († 1554)
- Giuliano Soderini, vescovo cattolico e diplomatico italiano († 1544)
- Lodovico Vistarini, condottiero italiano († 1556)
- Magdalena Zeger, astronoma e astrologa tedesca († 1568)
- Mellin de Saint-Gelais, poeta francese († 1558)

## Morti
- 19 gennaio - Dorotea di Brandeburgo, principessa (n. 1420)
- 21 gennaio - Hatakeyama Yoshinari, militare giapponese
- 27 gennaio - Gian Fermo Trivulzio, politico italiano
- 2 febbraio - Martin Schongauer, pittore e incisore tedesco
- 9 febbraio - Antonia di Paolo di Dono, pittrice italiana (n. 1456)
- 15 febbraio - Ashikaga Yoshimi, militare giapponese (n. 1439)
- 17 febbraio - Pietro di Aragona, principe italiano (n. 1472)
- 19 febbraio - Enno I della Frisia orientale, conte (n. 1460)
- 2 marzo - Marco Barbo, cardinale e patriarca cattolico italiano (n. 1420)
- 3 marzo - Annalena Malatesta, nobildonna e religiosa italiana (n. 1416)
- 6 marzo - Richard Woodville, III conte Rivers, nobile inglese
- 31 marzo - Bonaventura da Forlì, religioso italiano
- 18 aprile - Domenico di Michelino, pittore italiano (n. 1417)
- 25 aprile - Onorato II Caetani, nobile e mecenate italiano (n. 1414)
- 7 maggio - Benoît di Montferrand, vescovo cattolico svizzero
- 14 maggio - Filippo Strozzi il Vecchio, banchiere italiano (n. 1428)
- 9 luglio - Giovanna Scopelli, religiosa italiana (n. 1439)
- 13 luglio - Alfonso d'Aviz, principe (n. 1475)
- 7 agosto - Jacobus Barbireau, compositore fiammingo (n. 1455)
- 13 settembre - Antonio Cocchi Donati, giurista italiano (n. 1450)
- 25 settembre - Giovanni II di Nevers, conte (n. 1415)
- 5 ottobre - Jean Balue, cardinale e vescovo cattolico francese (n. 1421)
- 11 ottobre - Giacomo da Ulma, beato tedesco (n. 1407)
- 3 dicembre - Thomas Basin, vescovo cattolico francese (n. 1412)
- 22 dicembre - Giano di Savoia, conte (n. 1440)
- 24 dicembre - Pirro del Balzo, nobile italiano
- 28 dicembre - Bertoldo di Giovanni, scultore e medaglista italiano
- Ansano di Andrea di Bartolo, pittore italiano (n. 1421)
- Guglielmo Becchi, filosofo, teologo e vescovo cattolico italiano
- Lorenzo Bonincontri, astrologo, umanista e storico italiano (n. 1410)
- Borommaracha III, sovrano siamese (n. 1446)
- Matteo Contugi, scrittore italiano
- Dawlatshah Samarqandi, storico persiano (n. 1438)
- Simone Ghini, scultore italiano
- Luca di Paolo da Matelica, pittore italiano
- Giorgio Luti, religioso italiano (n. 1465)
- Paolo Pompilio, umanista e grammatico italiano (n. 1455)
- Saluva Narasimha Deva Raya, imperatore indiano (n. 1431)
- Sforza Secondo Sforza, nobile e condottiero italiano (n. 1435)
- Robert Stillington, vescovo cattolico inglese (n. 1420)
- Thimma Bhupala, indiano
- Francesco I d'Orléans-Longueville, nobile francese (n. 1447)

## Calendario
| Calendario 1491 | Calendario 1491 | Calendario 1491 | Calendario 1491 | Calendario 1491 | Calendario 1491 | Calendario 1491 | Calendario 1491 | Calendario 1491 | Calendario 1491 | Calendario 1491 | Calendario 1491 | Calendario 1491 | Calendario 1491 | Calendario 1491 | Calendario 1491 | Calendario 1491 | Calendario 1491 | Calendario 1491 | Calendario 1491 | Calendario 1491 | Calendario 1491 | Calendario 1491 | Calendario 1491 | Calendario 1491 | Calendario 1491 | Calendario 1491 | Calendario 1491 | Calendario 1491 | Calendario 1491 | Calendario 1491 | Calendario 1491 | Calendario 1491 |
| --------------- | --------------- | --------------- | --------------- | --------------- | --------------- | --------------- | --------------- | --------------- | --------------- | --------------- | --------------- | --------------- | --------------- | --------------- | --------------- | --------------- | --------------- | --------------- | --------------- | --------------- | --------------- | --------------- | --------------- | --------------- | --------------- | --------------- | --------------- | --------------- | --------------- | --------------- | --------------- | --------------- |
|                 | 1               | 2               | 3               | 4               | 5               | 6               | 7               | 8               | 9               | 10              | 11              | 12              | 13              | 14              | 15              | 16              | 17              | 18              | 19              | 20              | 21              | 22              | 23              | 24              | 25              | 26              | 27              | 28              | 29              | 30              | 31              |                 |
| Gennaio         | Sa              | Do              | Lu              | Ma              | Me              | Gi              | Ve              | Sa              | Do              | Lu              | Ma              | Me              | Gi              | Ve              | Sa              | Do              | Lu              | Ma              | Me              | Gi              | Ve              | Sa              | Do              | Lu              | Ma              | Me              | Gi              | Ve              | Sa              | Do              | Lu              |                 |
| Febbraio        | Ma              | Me              | Gi              | Ve              | Sa              | Do              | Lu              | Ma              | Me              | Gi              | Ve              | Sa              | Do              | Lu              | Ma              | Me              | Gi              | Ve              | Sa              | Do              | Lu              | Ma              | Me              | Gi              | Ve              | Sa              | Do              | Lu              |                 |                 |                 |                 |
| Marzo           | Ma              | Me              | Gi              | Ve              | Sa              | Do              | Lu              | Ma              | Me              | Gi              | Ve              | Sa              | Do              | Lu              | Ma              | Me              | Gi              | Ve              | Sa              | Do              | Lu              | Ma              | Me              | Gi              | Ve              | Sa              | Do              | Lu              | Ma              | Me              | Gi              |                 |
| Aprile          | Ve              | Sa              | Do              | Lu              | Ma              | Me              | Gi              | Ve              | Sa              | Do              | Lu              | Ma              | Me              | Gi              | Ve              | Sa              | Do              | Lu              | Ma              | Me              | Gi              | Ve              | Sa              | Do              | Lu              | Ma              | Me              | Gi              | Ve              | Sa              |                 |                 |
| Maggio          | Do              | Lu              | Ma              | Me              | Gi              | Ve              | Sa              | Do              | Lu              | Ma              | Me              | Gi              | Ve              | Sa              | Do              | Lu              | Ma              | Me              | Gi              | Ve              | Sa              | Do              | Lu              | Ma              | Me              | Gi              | Ve              | Sa              | Do              | Lu              | Ma              |                 |
| Giugno          | Me              | Gi              | Ve              | Sa              | Do              | Lu              | Ma              | Me              | Gi              | Ve              | Sa              | Do              | Lu              | Ma              | Me              | Gi              | Ve              | Sa              | Do              | Lu              | Ma              | Me              | Gi              | Ve              | Sa              | Do              | Lu              | Ma              | Me              | Gi              |                 |                 |
| Luglio          | Ve              | Sa              | Do              | Lu              | Ma              | Me              | Gi              | Ve              | Sa              | Do              | Lu              | Ma              | Me              | Gi              | Ve              | Sa              | Do              | Lu              | Ma              | Me              | Gi              | Ve              | Sa              | Do              | Lu              | Ma              | Me              | Gi              | Ve              | Sa              | Do              |                 |
| Agosto          | Lu              | Ma              | Me              | Gi              | Ve              | Sa              | Do              | Lu              | Ma              | Me              | Gi              | Ve              | Sa              | Do              | Lu              | Ma              | Me              | Gi              | Ve              | Sa              | Do              | Lu              | Ma              | Me              | Gi              | Ve              | Sa              | Do              | Lu              | Ma              | Me              |                 |
| Settembre       | Gi              | Ve              | Sa              | Do              | Lu              | Ma              | Me              | Gi              | Ve              | Sa              | Do              | Lu              | Ma              | Me              | Gi              | Ve              | Sa              | Do              | Lu              | Ma              | Me              | Gi              | Ve              | Sa              | Do              | Lu              | Ma              | Me              | Gi              | Ve              |                 |                 |
| Ottobre         | Sa              | Do              | Lu              | Ma              | Me              | Gi              | Ve              | Sa              | Do              | Lu              | Ma              | Me              | Gi              | Ve              | Sa              | Do              | Lu              | Ma              | Me              | Gi              | Ve              | Sa              | Do              | Lu              | Ma              | Me              | Gi              | Ve              | Sa              | Do              | Lu              |                 |
| Novembre        | Ma              | Me              | Gi              | Ve              | Sa              | Do              | Lu              | Ma              | Me              | Gi              | Ve              | Sa              | Do              | Lu              | Ma              | Me              | Gi              | Ve              | Sa              | Do              | Lu              | Ma              | Me              | Gi              | Ve              | Sa              | Do              | Lu              | Ma              | Me              |                 |                 |
| Dicembre        | Gi              | Ve              | Sa              | Do              | Lu              | Ma              | Me              | Gi              | Ve              | Sa              | Do              | Lu              | Ma              | Me              | Gi              | Ve              | Sa              | Do              | Lu              | Ma              | Me              | Gi              | Ve              | Sa              | Do              | Lu              | Ma              | Me              | Gi              | Ve              | Sa              |                 |